# Uszty-Kiserty
Uszty-Kiserty (oroszul: Усть-Кишерть) falu Oroszország Permi határterületén, a Kisertyi járás székhelye.
Lakossága: 4202 fő (a 2010. évi népszámláláskor).

## Fekvése
A Permi határterület délkeleti részén, Permtől 94 km-re, országúton 122 km-re délkeletre, a Kisertka folyó partján helyezkedik el. Vasútállomás (Kiserty) a transzszibériai vasútvonalon, Kungurtól kb. 30 km-re. 
Neve a folyónévből származik. A Кишер – tatár személynév (vagy talán 'répa' jelentésű szó) volt, az orosz uszty jelentése 'torkolat'. 

## Története
1622-ben a Szilva folyó vidékének óriási földterületeit a helyi lakosságtól egy szolikamszki testvérpár szerezte meg. E földek nagy részét a testvérek 1668-ban eladták a Sztroganovoknak, akik a Kisertka torkolatánál kisebb erődítményt vagy őrtornyot építettek, melyet a folyóról neveztek el. Más szerző szerint a kisertyi erődítményt 1648-ban alapították. A település első írásos említése 1690-ből származik.
A Kunguri ujezd egyik közigazgatási egységének (voloszty) székhelye volt. A vasútállomást 1908-ban építették, a Perm–Jekatyerinburg közötti teljes szakaszon 1909-ben indult meg a közlekedés. A falu 1924-ben lett járási székhely.